# Helga Zankl
Helga Zankl (* 24. Dezember 1927 in Wien) ist eine österreichische Schriftstellerin. 

## Leben
Helga Zankl studierte Romanistik und Sport an der Universität Wien. Dank eines Stipendiums des Französischen Staates studierte sie auch in Paris. Neben ihrer Lehrtätigkeit an einem Gymnasium in Wien war sie auch schriftstellerisch tätig. Sie schrieb Kinderbücher, Erzählungen, Filmideen und Lyrik. Ihre Kinderbücher werden in Schäßburg, Siebenbürgen an einer deutschen Volksschule im Unterricht verwendet. Einige ihrer Essays und viele ihrer Gedichte wurden in der Neuen Zürcher Zeitung und in der Furche publiziert. Sie  lebt in Wien.

## Publikationen
- Im Gegenlicht, Lyrik, Thurner 1986
- Schiurlaub, Skizze, 1988, veröffentlicht in "Literatur und Kunst" in der Neue Zürcher Zeitung
- In einem Studentenlokal, Essay, 1988, veröffentlicht in "Literatur und Kunst" in der Neue Zürcher Zeitung
- Das war der Anfang vom Ende, Essay, 1989, veröffentlicht in "Literatur und Kunst" in der Neue Zürcher Zeitung
- In den Weinbergen westlich von Wien, Essay, 1991, veröffentlicht in "Literatur und Kunst" in der Neue Zürcher Zeitung
- Fabian, Kinderbuch, illustriert von  Béatrice Metlewicz, 1997, Verlag Holzhausen, ISBN 978-3708603919
- Gokerich, die Bahnfahrt eines Hahnes, von Béatrice Metlewicz und Helga Zankl, Kinderbuch,  Verlag Holzhausen, Wien 1997
- Erlebnislandschaften, Gedichte mit Aquarellen von Evelyn Eichinger, 1998, Freiburg i. Br., Eulen Verlag Harald Gläser, ISBN 3891021402
- Der Entschlusslose, Erzählung, 2011, Edition Korit, Projekte Verlag, Halle (Saale), ISBN 978-3862374847
- Alles ist Spiegelung, Lyrik, Projekte Verlag, Halle (Saale) 2012, ISBN 978-3-86237-877-7
- Tagebuch einer Wienerin in Paris, Prosa, 2011, Projekte Verlag, Edition Ammonit, ISBN 9783862374748

| Personendaten    | Personendaten                    |
| ---------------- | -------------------------------- |
| NAME             | Zankl, Helga                     |
| KURZBESCHREIBUNG | österreichische Schriftstellerin |
| GEBURTSDATUM     | 24. Dezember 1927                |
| GEBURTSORT       | Wien                             |